# ديمقراطية سائلة

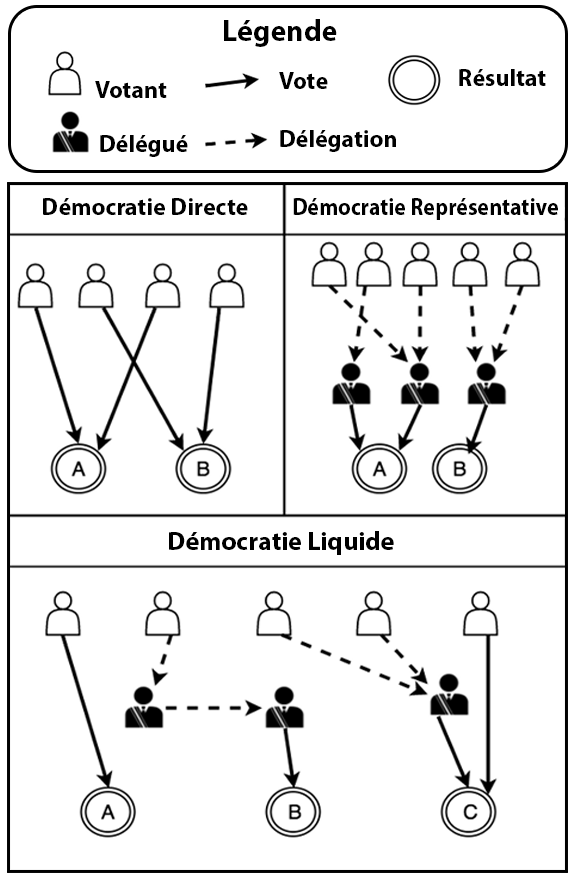
تمثيل الديمقراطية السائلة (الفرنسية)

الديمقراطية السائلة، والمعروفة أيضًا باسم الديمقراطية التمثيلية، هي أحد أشكال الديمقراطية يتمكن الناخبون عبرها من منح سلطة التصويت إلى المندوبين بدلًا من التصويت مباشرة بأنفسهم. الديمقراطية السائلة هي فئة واسعة من أجهزة السيطرة الشعبية الموجودة بالفعل أو المقترحة. يمكن للناخبين إما التصويت مباشرة أو تفويض المشاركين الآخرين للتصويت بدلًا عنهم؛ ويمكن للناخبين أيضًا اختيار مندوبين مختلفين لقضايا مختلفة. بمعنى آخر، يمكن للفرد (أ) في أي مجتمع تفويض سلطته إلى فرد آخر (ب) وسحب هذه التفويض مرة أخرى في أي وقت.
تتواجد الديمقراطية السائلة في المسافة بين الديمقراطية المباشرة والديمقراطية التمثيلية. في الديمقراطية المباشرة، يجب على المشاركين التصويت شخصيًا على جميع القضايا، بينما يصوت المشاركون في الديمقراطية التمثيلية للممثلين مرة واحدة في دورات انتخابية معينة. وفي الوقت نفسه، فالديمقراطية السائلة لا تعتمد على الممثلين، بل تعتمد على تفويض مرجح ومرتبط بالأصوات. يمكن للديمقراطية السائلة من خلال الانتخابات أن تمكن الأفراد من أن يصبحوا المترجمين الفوريين لمصالح الأمة. يُسمح للمواطنين بالتصويت مباشرة بشأن قضايا السياسة، أو تفويض أصواتهم في واحد أو أكثر من مجالات السياسة للمندوبين الذين يختارونهم، أو تفويض الأصوات لشخص أو أكثر، أو تفويضهم كناخب مرجح، أو التخلص من تفويض أصواتهم كما يحلو لهم.
تعتمد معظم المؤلفات الأكاديمية المتاحة حول الديمقراطية السائلة على البحوث التجريبية بدلًا من المفاهيم أو النظريات المحددة. أُجريت معظم التجارب على المستوى المحلي أو حصريًا من خلال المنصات عبر الإنترنت، ومع ذلك ترد أدناه أمثلة على النظام.

## الأصل
ما زال أصل الشكل التفويضى ومفهوم الديمقراطية السائلة غير واضح. ومع ذلك، يشرح برايان فورد في مقالته «الديمقراطية التمثيلية» المبادئ الرئيسية لكيفية عملها. في عام 1884، كتب تشارلز دودجسون (المعروف باسمه المستعار لويس كارول) عن أن المرشحين السياسيين قادرون على منح أصواتهم، الأصوات المكتسبة على رأس العدد المطلوب للفوز بمقعد، للآخرين الذين يتنافسون على مقعد في البرلمان. يمكن اعتبار ذلك الخطوة الأولى نحو الديمقراطية السائلة. استنادًا إلى أعمال جابوش وجيمس جرين أرميتاج، يمكن إرجاع الديمقراطية السائلة إلى تقارير وليام س. أورين، وهو الرجل  الذي طالب في عام 1912  بتمثيل تفاعلي، حيث يُقيم تأثير السياسيين المنتخبين في ما يتعلق بعدد الأصوات التي حصل عليها كل منهم. بعد بضعة عقود، حوالي عام 1967، اقترح جوردون تولوك أن الناخبين يمكنهم اختيار ممثليهم أو التصويت بأنفسهم في البرلمان «عن طريق الأسلاك»، في حين بثت المناقشات على شاشات التلفزيون. فضل جيمس ميلر الثالث فكرة تمتع الجميع بإمكانية التصويت على أي سؤال بأنفسهم أو تعيين ممثل يمكنه إرسال استفساراتهم. بعد فترة وجيزة من طرح ميلر لصالح الديمقراطية السائلة، وصف مارتن شوبك في عام 1970 العملية بأنها «استفتاء فوري». ومع ذلك، كان شوبك قلقًا بشأن سرعة اتخاذ القرار وكيف يمكن أن يؤثر على الوقت المتاح للمناقشات العامة.
في أوائل ألفينات القرن العشرين، طرح مستخدم غير معروف على شبكة الإنترنت يُعرف باسم «سايكي» أنه «يمكن اعتبار الديمقراطية السائلة دورًا يأخذ سؤالًا كحجة، ويجمع قائمة بالإجابات مرتبة حسب تفضيل المجموعة [...] كتصويت النظام الذي يتنقل على طول الخط الفاصل بين الديمقراطية المباشرة والديمقراطية التمثيلية ». أدت هذه الفكرة إلى مفهوم نظام المعلومات اللامركزي الذي يسمح بالمشاركة المدنية في صنع القرار السياسي، الأمر الذي من شأنه دفع البرلمانات إلى أن تصبح مهجورة.

## النموذج المفوض
لخص برايان فورد الديمقراطية السائلة النموذجية في مقالته «الديمقراطية التمثيلية» التي تتضمن المبادئ التالية:
1. اختيار الدور: يمكن لأعضاء الديمقراطية إما أن يتصرفوا بشكل سلبي كأفراد أو أن يعملوا بنشاط كمندوبين. وهذا يختلف عن الديمقراطيات التمثيلية، التي تستخدم ممثلين محددين فقط. وبهذه الطريقة، يمكن للمندوبين أن يكونوا انتقائيين بشأن مشاركتهم في مجالات السياسة المختلفة.
2. عائق منخفض أمام المشاركة: لا يجد المندوبون صعوبة كبيرة في أن يصبحوا مندوبين. وأبرزها أنه ليس عليهم الفوز بانتخابات تنافسية تنطوي على حملات سياسية باهظة التكاليف.
3. تفويض السلطة: يتصرف المندوبون في عمليات نيابة عنهم وعن الأفراد الذين يختارونهم كمندوبين عنهم. وتختلف قوتهم في اتخاذ القرارات بناء على دعمهم المتنوع.